# 鮫島宗豊
鮫島 宗豊（さめじま むねとよ）は、戦国時代の武将。

## 経歴・人物
島津氏家臣で島津忠良の家老をつとめた。